# 天主教哈瓦那總教區
天主教哈瓦那聖基道霍總教區（拉丁語：Archidioecesis Avanensis）是古巴一個羅馬天主教總教區，是該國三個總教區之一。該總教區的下轄教區為馬坦薩斯教區和比那爾德里奧教區。
教區1787年9月10日成立，1925年1月6日升為總教區。管轄範圍包括首都哈瓦那、原哈瓦那省，以及青年島特區。
2010年有教友2,821,000人，佔轄區總人口71.8%。教區下轄109個堂區，有145名司鐸。現任總主教為若望·加西亚·羅德里格斯。